# Angel Island
Angel Island ist eine Insel in der Bucht von San Francisco im US-Bundesstaat Kalifornien. Die Fläche der Insel beträgt 3,1 km² und sie hat 57 Einwohner (Stand 2000). Seit über 50 Jahren ist Angel Island ein Naturschutzgebiet. Der höchste Punkt der Insel ist der Mount Livermore mit 240 m.

## Geschichte
Bis vor ungefähr 10.000 Jahren war Angel Island noch mit dem Festland verbunden. Die Insel wurde dann durch den gegen Ende der letzten Eiszeit ansteigenden Wasserspiegel vom Festland getrennt. Vor etwa 2000 Jahren begann die Nutzung der Insel als Jagd- und Fischfangrevier durch die an der Küste ansässigen Miwok-Indianer. Die ersten Europäer kamen 1775, als das spanische Schiff San Carlos unter Juan de Ayala vor der Insel vor Anker ging. Ayala gab ihr auch den heutigen Namen (spanisch Isla de los Angeles). Die Bucht, in der die San Carlos lag, wurde Ayala-Bucht genannt.
Wie an der gesamten kalifornischen Küste wurde auch auf Angel Island von europäischen Siedlern Viehzucht betrieben. Dies führte zur Zerstörung des größten Teils der einheimischen Flora, die aus Eichenwald und Niederholz bestand. Während des Sezessionskriegs richtete die Unionsarmee 1863 ein Lager auf der Insel ein (Camp Reynolds). Dieses Lager wurde später in eine Infanterie-Kaserne umgewandelt und diente als Stützpunkt für die Kämpfe gegen die indianische Bevölkerung im Westen der USA. Gegen Ende des 19. Jahrhunderts wurde die gesamte Insel unter dem Namen Fort McDowell als Armeestützpunkt der US-Armee genutzt. Im Spanisch-Amerikanischen Krieg diente die Garnison als Auffanglager für rückkehrende Truppen. In der ersten Hälfte des 20. Jahrhunderts wurde sie auch weiter als Durchgangslager eingesetzt; Soldaten, die im Ersten und Zweiten Weltkrieg kämpften, wurden dort eingeschifft. Im Zweiten Weltkrieg internierte man japanische und deutsche Kriegsgefangene auf der Insel. Die US-Armee gab den Stützpunkt auf Angel Island 1946 auf, 1952 wurde eine Raketenbasis für Nike-Luftabwehrraketen eingerichtet. Diese wurde 1962 dann wieder außer Dienst gestellt.
Auf Angel Island befand sich auch ein Sammellager für Immigranten. Von 1910 bis 1940 wurden dort etwa 175.000 chinesische Immigranten aufgenommen. Aufgrund des Chinese Exclusion Acts von 1882 lebten einige der Einwanderer bis zu zwei Jahre auf der Insel. Der Zustand der Lagergebäude war schlecht. Viele Einwanderer schnitzen Gedichte in die Wände der Baracken, die später von Wissenschaftlern ausgewertet und veröffentlicht wurden. Das Verwaltungsgebäude brannte 1940 ab, anschließend wurden alle Immigrantenfälle in San Francisco bearbeitet.
Angel Island wurde 1958 zum State Park deklariert.
Am 11. Juni 1962 flüchteten drei Häftlinge von Alcatraz. Einige Gegenstände, die sie bei ihrer Flucht benutzten, wurden auf Angel Island angespült und dienten dem FBI als Beweismaterial.
In den 1970ern setzte sich die chinesische Gemeinschaft in den USA erfolgreich dafür ein, dass das Einwandererlager als State Landmark ausgezeichnet wurde. Heute ist die Angel Island Immigration Station eine National Historic Landmark.
Auf der Insel befinden sich zwei Stützpunkte der US-Küstenwache – Point Blunt und Point Stuart.

## Flora und Fauna
Die US-Armee und die Einwanderungsbehörde pflanzten viele exotische Bäume auf der Insel; u. a. Eukalyptusbäume und Montereykiefern. Seit der Umwandlung zum State Park werden wieder verstärkt einheimische Arten wie Eiche, Madrone oder Lorbeer angepflanzt. Die einzigen großen Säugetiere, die auf der Insel leben, sind Rotwild und Waschbären. Ferner sind auf der Insel auch Kalifornische Seelöwen und viele Land- und Wasservögel zu finden.

## Bilder-Galerie

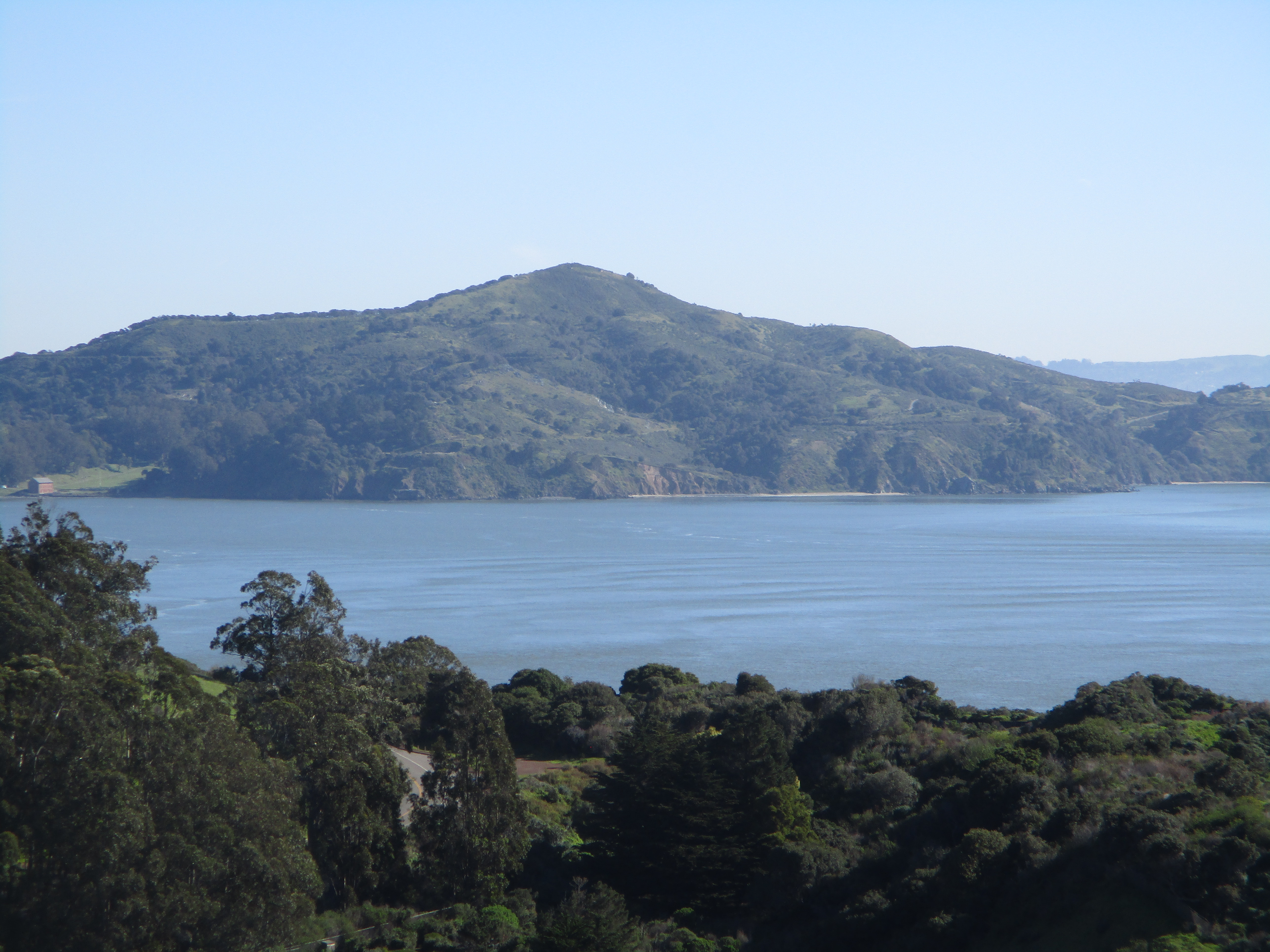
Angel Island von Westen aus gesehen
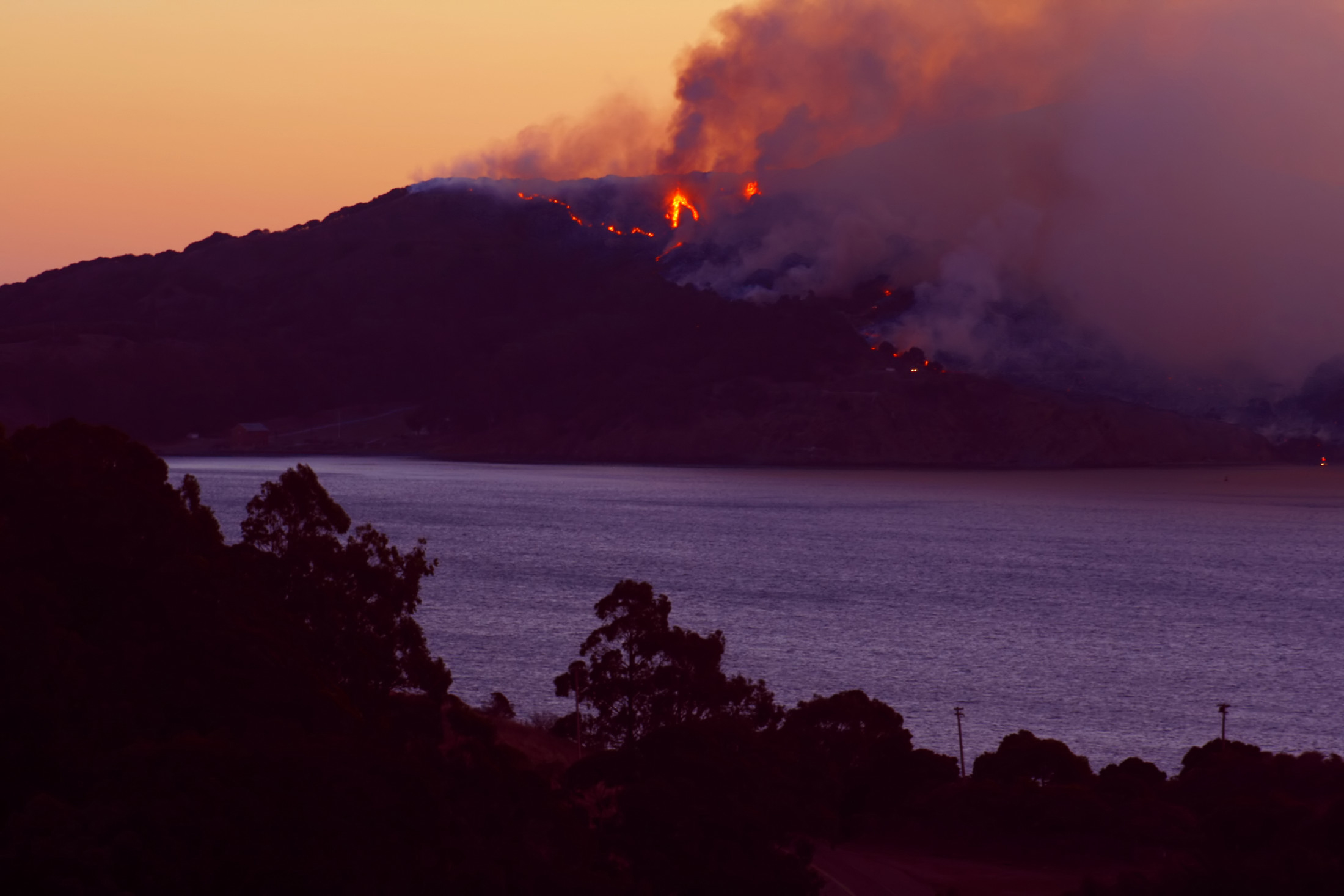
Buschbrände auf Angel Island am 13. Oktober 2008
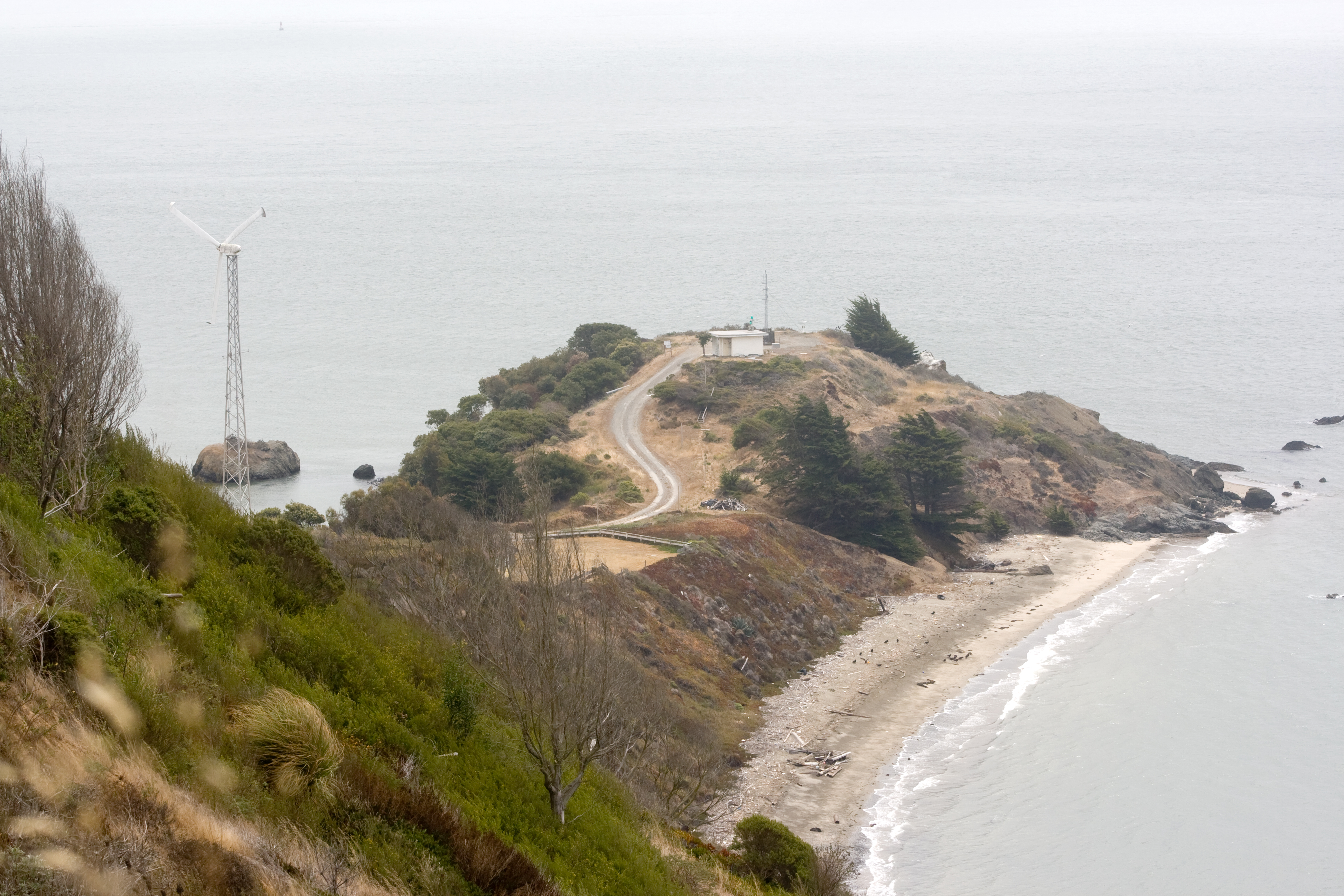
Point Blunt im Juli 2007
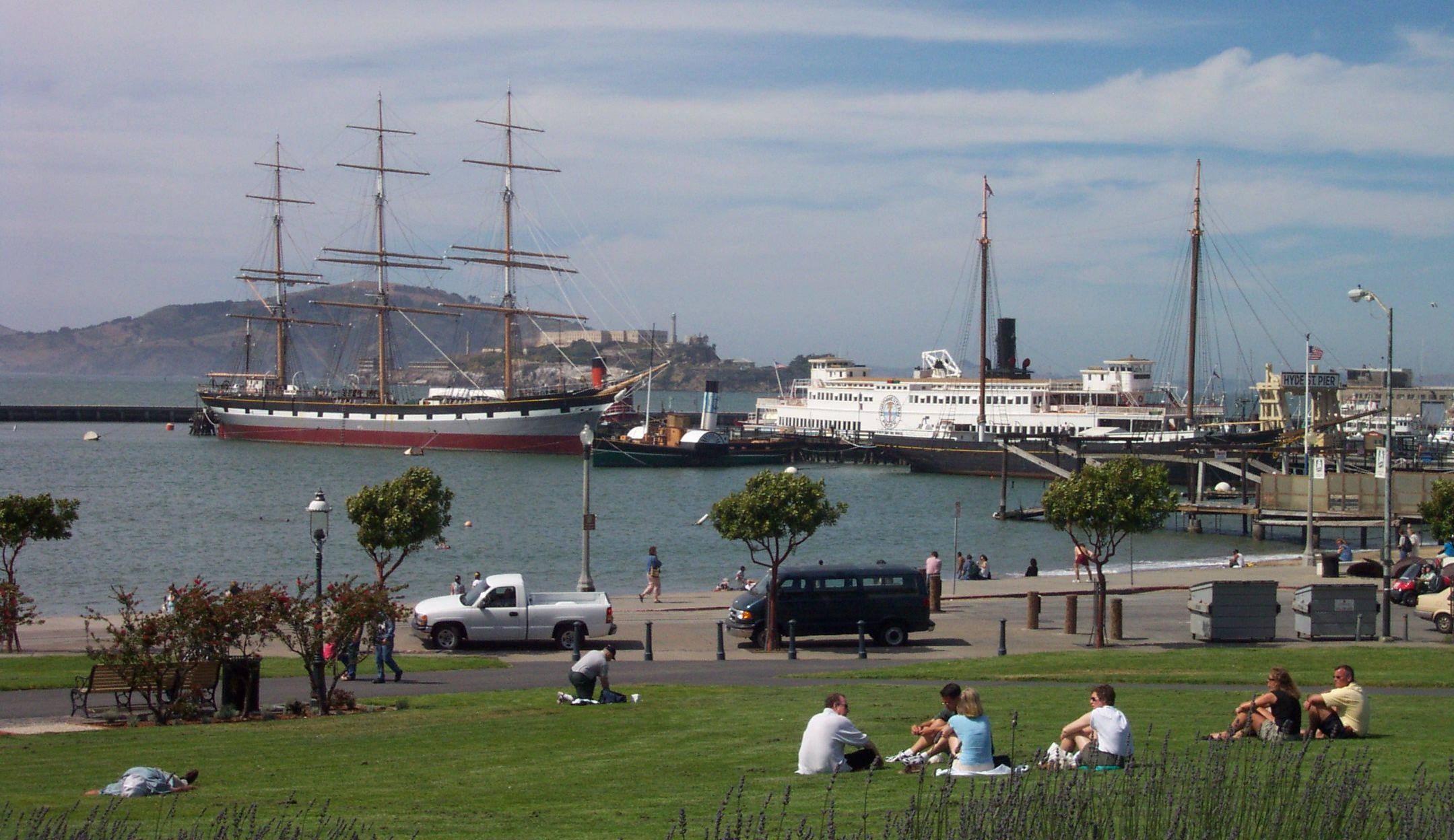
Blick vom Aquatic Park auf historische Schiffe des San Francisco Maritime National Historic Park mit Angel Island und Alcatraz im Hintergrund
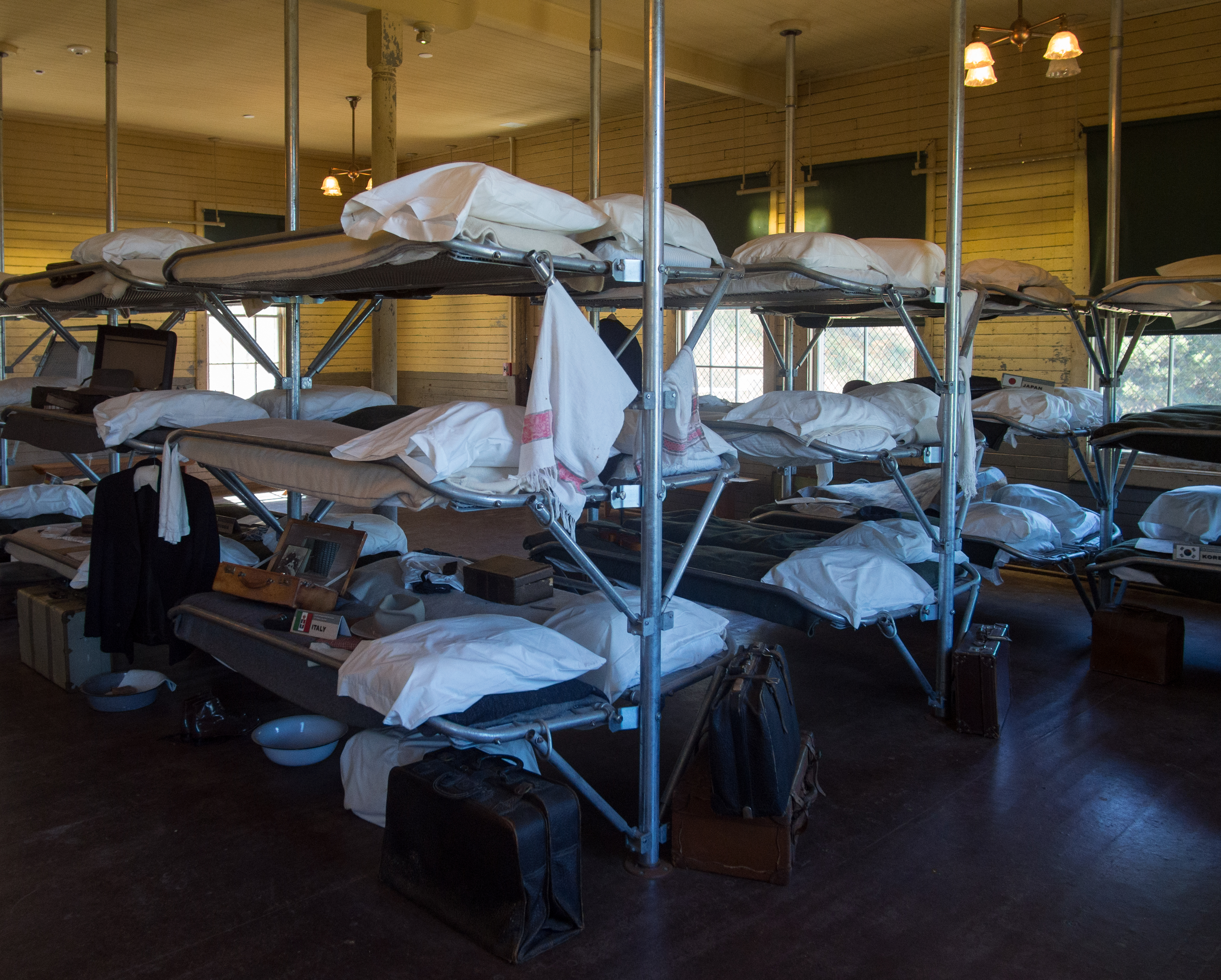
Schlafsaal in der Angel Island Immigration Station
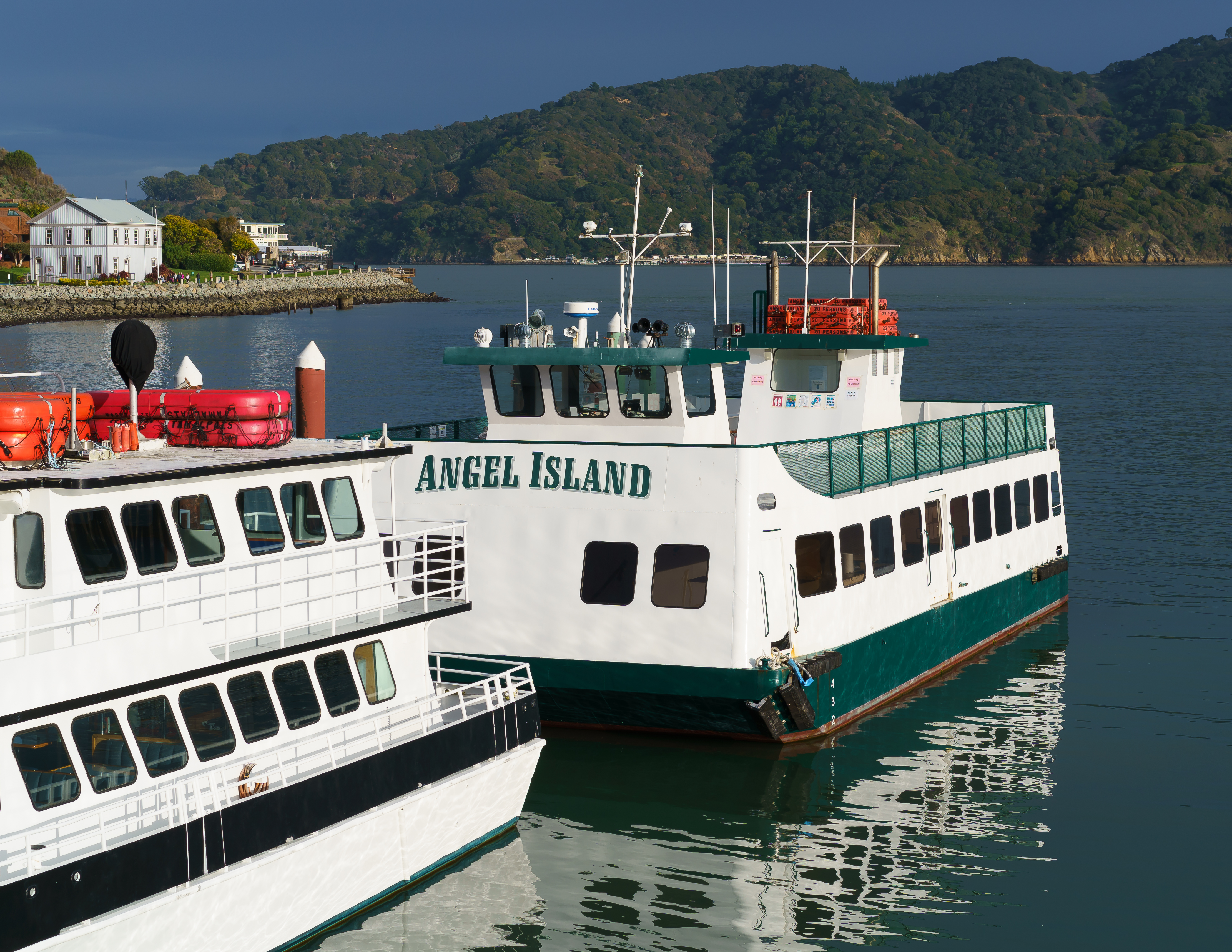
Eine Fähre bringt Besucher über die Racoon Strait zur Insel